# HD 200924
HD 200924，又名CP-73 2195，SAO 257893、HR 8081，是一颗恒星，视星等为6.2，位于銀經320.62，銀緯-36.02，其B1900.0坐标为赤經21h 1m 16.8s，赤緯-72° -36.02′ 53″。